# Kanton Randan
Der Kanton Randan war bis 2015 ein französischer Kanton im Arrondissement Riom im Département Puy-de-Dôme und in der Region Auvergne-Rhône-Alpes; sein Hauptort war Randan. Vertreter im Generalrat des Départements war zuletzt von 2004 bis 2015 Éric Gold. 
Der Kanton war 144,04 km² groß und hatte (1999) 5.341 Einwohner, was einer Bevölkerungsdichte von 37 Einwohnern pro km² entsprach. Er lag im Mittel auf 335 Meter über dem Meeresspiegel, zwischen 256 m in Saint-Priest-Bramefant und 407 m in Saint-Denis-Combarnazat. 

## Gemeinden
Der Kanton bestand aus zehn Gemeinden:
| Gemeinde                  | Einwohner Jahr | Fläche km² | Bevölkerungsdichte | Postleitzahl | Code INSEE |
| ------------------------- | -------------- | ---------- | ------------------ | ------------ | ---------- |
| Bas-et-Lezat              | 291 (2013)     | –          | – Einw./km²        | 63310        | 63030      |
| Beaumont-lès-Randan       | 272 (2013)     | –          | – Einw./km²        | 63310        | 63033      |
| Mons                      | 489 (2013)     | –          | – Einw./km²        | 63310        | 63232      |
| Randan                    | 1581 (2013)    | –          | – Einw./km²        | 63310        | 63295      |
| Saint-André-le-Coq        | 528 (2013)     | –          | – Einw./km²        | 63310        | 63317      |
| Saint-Clément-de-Régnat   | 529 (2013)     | –          | – Einw./km²        | 63310        | 63332      |
| Saint-Denis-Combarnazat   | 215 (2013)     | –          | – Einw./km²        | 63310        | 63333      |
| Saint-Priest-Bramefant    | 900 (2013)     | –          | – Einw./km²        | 63310        | 63387      |
| Saint-Sylvestre-Pragoulin | 1085 (2013)    | –          | – Einw./km²        | 63310        | 63400      |
| Villeneuve-les-Cerfs      | 534 (2013)     | –          | – Einw./km²        | 63310        | 63459      |

## Bevölkerungsentwicklung
| 1962  | 1968  | 1975  | 1982  | 1990  | 1999  | 2009  |
| ----- | ----- | ----- | ----- | ----- | ----- | ----- |
| 4.395 | 4.750 | 4.839 | 5.172 | 5.347 | 5.341 | 6.083 |